# Alton Coleman
 (août 2009).
Si vous disposez d'ouvrages ou d'articles de référence ou si vous connaissez des sites web de qualité traitant du thème abordé ici, merci de compléter l'article en donnant les références utiles à sa vérifiabilité et en les liant à la section « Notes et références ».
Pour les articles homonymes, voir Coleman.
Alton Coleman (6 novembre 1955 – 26 avril 2002) est un tueur en série afro-américain qui fut exécuté par l’État de l'Ohio pour le meurtre de Marlene Walters, 44 ans, de Norwood dans l'Ohio et à la suite d'une série de meurtres dans six États en 1984.

## Vue d’ensemble
Coleman a été condamné quatre fois à la peine capitale, dans trois États du Midwest : l’Illinois, l’Ohio (deux fois) et l’Indiana. Au moment de son exécution, il était la seule personne condamnée dans le pays à avoir été condamné à la peine de mort dans trois États. 
Sa partenaire de crime, Debra Denise Brown était également censée être exécutée dans l’Ohio, mais en 1991 sa peine capitale fut remplacée par une peine de prison à perpétuité par le gouverneur de l’Ohio, Richard Celeste. Elle a encore une peine capitale pour le meurtre que le duo a commis en Indiana. Cependant, Brown purge sa peine, sans possibilité de libération conditionnelle, dans le centre d’éducation surveillé pour femmes de Marysville dans l’Ohio.
Durant l’été 1984, Coleman, 28 ans, et Brown, qui était alors âgée de 21 ans, se sont embarqués dans une série de meurtres à travers plusieurs États du Midwest.
Avant que le couple ne soit attrapé, Coleman a été accusé ou recherché pour interrogatoire pour des coups et blessures sur au moins vingt personnes dans treize attaques séparées, incluant sept meurtres. Presque toutes les victimes étaient d’origine afro-américaine comme Coleman et Brown. Quelques autorités ont dit que cela était simplement parce que le duo savait qu’ils allaient mieux se mélanger dans la communauté noire, qu’il n’y avait pas de motifs raciaux dans les meurtres, mais il y a quelques désaccords. John E. Douglas, un profileur retraité du FBI est convaincu qu’il y avait au moins quelques motivations raciales dans les attaques. À la page 84 du livre The Anatomy of Motive (l’anatomie du motif), il cite une preuve révélant que Coleman, au cours d’une agression, « serait entré dans une tirade incohérente sur comment des noirs le forçaient à assassiner d’autres noirs. »

## Parcours de Coleman et Brown
Coleman a arrêté l’école au niveau secondaire, vivait à Waukegan dans l’État du Illinois avec sa grand-mère de 73 ans et était bien connu des services de police. Fils d’une prostituée qui recevait souvent ses clients en sa présence, il a été accusé de crime sexuel six fois entre 1973 et 1983. Deux cas ont été écartés, et Coleman a plaidé coupable à des charges moindres dans deux autres et fut acquitté deux fois. Il a dit « aimer ça dans les fesses ». Son procès eut lieu dans l’Illinois pour des charges concernant le viol d’une fille de 14 ans, début de sa tuerie.
Parmi une famille de onze enfants, Brown était retardée mentale limite. Elle a souffert de traumatisme physique pendant son enfance, et fut décrite comme une « personnalité dépendante. » Elle était mariée à un autre homme lorsqu’elle rencontra Coleman en 1983, mais quitta sa famille et déménagea avec lui peu après. Même si elle était une participante volontaire dans les assauts et meurtres, Brown n'avait jamais été violente et ni eu de problèmes avec la loi avant de rencontrer Coleman.
En permutant la sentence de Brown, le Gouverneur Celeste cita son faible résultat de QI, se rangeant entre 59 et 74, et sa relation de “supra-esclave” avec Coleman. Brown fut une des huit condamnés à mort de l’Ohio à avoir sa sentence permutée par Celeste, un opposant dévoué à la peine capitale, une semaine avant qu’il quitte son poste. Quatre des huit qui eurent leur sentence permutée étaient les seules femmes à être condamné à mort.
Malgré son passé non violent avant la tuerie, Brown demeure coupable et fière de ses agissements. Durant la phase de sentence de son premier procès en Ohio, Brown envoya une note au juge qui disait en partie : "I killed the bitch and I don't give a damn. I had fun out of it." (J’ai tué cette salope et je m’en fiche. J’ai eu du plaisir à le faire.)

## Détails des meurtres

### Mai 1984
Leurs crimes commencèrent en mai 1984 lorsque Coleman se lia d’amitié avec Juanita Wheat qui vivait à Kenosha dans le Wisconsin, et était la mère d’une fillette de 9 ans, Vernita. Le 29 mai 1984, Coleman enleva Vernita et l’amena à Waukegan dans l’Illinois. Son corps, en état de décomposition, fut découvert le 19 juin 1984 dans un édifice abandonné, à quatre pâtés d'immeubles de l’appartement de la grand-mère de Coleman. La cause de la mort est l’étranglement.
Le 31 mai 1984, Coleman se lia d’amitié avec Robert Carpenter à Waukegan dans l’Illinois et passa la nuit dans sa maison. Le lendemain, il emprunta la voiture de Carpenter pour se rendre au magasin et ne revint jamais.

### Juin 1984
En juin 1984, Coleman et Brown apparurent à Gary en Indiana, où ils rencontrèrent deux jeunes fillettes, Annie, 9 ans, et Tamika Turks, 7 ans. Le corps partiellement décomposé de Tamika fut découvert le 19 juin 1984. La cause de la mort fut l’étranglement. Annie survécut, mais fut victime d’assauts sexuels de la part de Coleman et Brown.
Le jour de la découverte du corps de Tamika, Coleman se lia d’amitié avec Donna Williams, 25 ans, de Gary dans l’Indiana. Le 11 juillet 1984, le corps décomposé de Williams fut découvert à Détroit, à environ un kilomètre où la voiture fut retrouvée. Encore une fois, la cause de la mort fut l’étranglement.
Le 28 juin 1984, Coleman et Brown entrèrent dans la maison de M. et Mme. Palmer Jones de Dearborn Heights dans le Michigan. Palmer fut menotté par Coleman puis sauvagement battu. Mme. Jones fut aussi attaquée. Coleman arracha le téléphone de Jones du mur, vola leur argent et leur voiture.

### Juillet 1984
Le jour suivant le jour de l'Indépendance de 1984, Coleman et Brown allèrent à Toledo dans l'Ohio, où Coleman se lia d’amitié avec Virginia Temple, la mère de plusieurs enfants dont la fille la plus âgée,Rachelle, était âgée de 9 ans. Lorsque Virginia commença à ne plus entrer en contact avec sa famille, ils se questionnèrent sur les enfants et en entrant dans la maison, ils trouvèrent les jeunes enfants seuls et apeurés. Les corps de Virginia et Rachelle furent découverts dans un petit espace. Un bracelet manquait à la maison et fut trouvé à Cincinnati dans l’Ohio, sous le corps de Tonnie Stoney. La cause de la mort de Virginia et Rachelle fut l’étranglement. 
Le même matin des meurtres de Virginia et Rachelle, Coleman et Brown entrèrent dans la maison de Frank et Dorothy Duvendack de Toledo.  Coleman ligota le couple avec des câbles de téléphones et d’appareils électriques. Coleman et Brown prirent de l’argent et la voiture des Duvendack. Les montres de Mme Duvendack furent volées et retrouvées plus tard sous une autre victime.
Plus tard cette même journée, Coleman et Brown apparurent dans la maison du révérend et de Mme. Millard Gay de Dayton dans l’Ohio. Ils restèrent avec eux à Dayton puis les accompagnèrent à Lockwood dans l’Ohio le 9 juillet à un service religieux. Le 10 juillet, les Gays laissèrent Coleman et Brown au centre-ville de Cincinnati.
Pendant ce temps, Coleman avait attiré l’attention du FBI qui, le 12 juillet 1984, l’ajouta à sa liste des « Most Wanted » en tant « qu’addition spéciale ». Coleman était seulement la 10e personne depuis l’initiation de la liste en 1950 à mériter une inclusion d’une telle manière.
Coleman et Brown se rendirent à Norwood dans l’Ohio à vélo le 13 juillet vers 09h30. Moins de trois heures plus tard, ils quittèrent Norwood à bord de la voiture de Harry Walter, le laissant inconscient et sa femme, Marlene, morte.
Harry Walters survécut. Il témoigna que Coleman et Brown étaient intéressés à propos d’une caravane pliante qu’il avait mis en vente. Walters s'était assis sur le sofa pendant qu’il discutait du montant avec Coleman, ce dernier prit un chandelier en bois et, après l’avoir admiré, frappa Walters à l'arrière de la tête. En se brisant, le chandelier enfonça un morceau du crâne de Walters dans son cerveau, ce dernier gardera des difficultés mémorielles.
Sheri Walters, la fille de Harry et Marlene, revint du travail vers 3h45 pm et retrouva, en bas des escaliers de la cave, son père à peine vivant et sa mère décédée. Les deux avaient des ligatures autour de leurs gorges et des cordes électriques lassées autour de leurs pieds nus. Les mains de sa mère étaient liées dans son dos et celles de son père étaient menottés dans son dos. La tête de sa mère était couverte d’un drap ensanglanté. 
Le médecin légiste indiqua que Marlene Walters avait été frappée à la tête approximativement 20 à 25 fois. Douze lacérations, quelques-unes ayant été faites avec une pince, couvraient son visage et son cuir chevelu. L'arrière de son crâne était éclaté en morceaux et des parties de son crâne et de son cerveau manquaient.
Le vestibule du living room et le sous-sol étaient éclaboussés de sang. Des fragments d’une bouteille de soda brisé, avec des empreintes de Coleman, furent retrouvés dans le living room. Des restes de cheveux de Marlene Walters furent retrouvés sur un support à magazines couvert de sang qui se situait aussi dans le living room. Des traces de pas ensanglantés, fait par deux différents types de souliers, furent retrouvés au sous-sol.
La voiture familiale, une Plymouth Reliant rouge, avait disparu. De l’argent, des bijoux et des chaussures avaient été volés. Par contre, deux bicyclettes, des vêtements et des souliers avait été laissés à l'abandon.
Deux jours plus tard, la Plymouth fut retrouvée abandonnée dans le Kentucky. Le couple kidnappa alors Oline Carmichael Jr., un professeur collégial de Williamsburg dans le Kentucky, et retourna à Dayton avec leur victime enfermée dans le coffre d'une voiture. Le 17 juillet, à Dayton, ils abandonnèrent le véhicule volé et Carmichael fut sauvé par les autorités. 
Coleman et Brown réapparurent à la maison de Millard et Kathryn Gay. Le révérend Gay reconnu Coleman qui depuis était le sujet d’une chasse à l'homme nationale. Sa femme et lui furent menacés par des armes. Le révérend Gay demanda à Coleman « pourquoi voulez-vous nous faire ça ? » et selon Gay, Coleman lui répondit « je ne vais pas vous tuer, mais, généralement, nous tuons là où nous nous rendons. » Coleman et Brown prirent leur voiture et retournèrent vers Evanston.
Sur le chemin du retour, ils prirent le temps de voler une autre voiture, tuant l’homme de 77 ans à qui elle appartenait.

## Capture et procès
Le 17 juillet 1984, Alton Coleman devint le 388e fugitif de la liste des « Most Wanted » du FBI.
Le 20 juillet 1984 à Waukegan dans l’Illinois, quelqu’un du vieux voisinage de Coleman s’arrêta à un feu rouge. Alors qu’il attendait que le feu passe au vert, Coleman et Brown traversèrent la rue devant sa voiture. Il ne connaissait Coleman que de vue, mais le reconnut. Alors que Coleman et Brown continuaient à marcher vers l’ouest, le témoin conduisit jusqu’à une station service où la police fut contactée.
L’information et une description des deux suspects furent diffusée. Alors que les officiers fouillaient la région, un détective vit Coleman et Brown assis dans le parc Mason qui était vide, mais remarqua qu’ils portaient des T-shirts différents. Le détective en informa les autres unités pendant que deux sergents traversaient le parc. Alors qu’ils entendaient le message, ils se tournèrent et virent les deux suspects. Pendant qu'ils approchèrent Coleman, les officiers remarquèrent que Brown s’en allait en marchant vers l'arrière du parc.
Pendant que le détective rejoignait les deux sergents afin de questionner Coleman, deux autres officiers arrêtèrent Brown alors qu’elle essayait de quitter le parc. Elle fut fouillée et une arme fut trouvée dans son sac à main. Coleman n’avait pas de pièces d’identité et nia qu’il était Alton Coleman. Brown et lui furent placés en détention sans incident et transférés au département de police d’Evanston où ils furent tous les deux identifiés grâce à leurs empreintes digitales.
Dans le poste de police, Coleman fut fouillé intégralement et un couteau à viande fut retrouvé entre les deux paires de chaussettes qu’il portait. Lorsqu’ils furent amenés en détention, ils avaient un sac plein de T-shirts et de casquettes diverses. On compris que lorsque les deux se promenaient, ils s’arrêtaient tous les trois ou quatre pâtés de maisons pour changer de T-shirts et de casquettes.
Une semaine après leur arrestation, plus de 50 officiels de police de l’Illinois, du Wisconsin, du Michigan, de l’Indiana, du Kentucky et de l’Ohio se rencontrèrent pour planifier leur stratégie pour poursuivre Coleman et Brown. Le Michigan, n'ayant pas la peine de mort, fut rapidement écarté, l’Ohio fut le premier choix pour commencer les poursuites contre les présumés tueur à la chaîne.
"We are convinced that prosecution (in Ohio) can most quickly and most likely result in the swiftest imposition of the death penalty against Alton Coleman and Debra Brown" (Nous sommes convaincus qu’une poursuite dans l’Ohio peut, le plus rapidement et le plus facilement, imposer la peine de mort contre Alton Coleman et Debra Brown), a dit l’avocat général américain Dan K. Webb.

## Appels et exécution
L’Ohio réussit à faire condamner Coleman et Brown pour double meurtres aggravés - en mai 1985 pour le meurtre de Tonnie Storey et en juin 1985 pour le meurtre de Marlene Walters - en plus d’une pléthore d’autres crimes violents. Ils ont tous les deux été condamnés à être exécutés et les appels prolongés commencèrent. Le cas de Coleman fut débattu plusieurs fois à la Cour suprême des États-Unis entre 1985 et 2002, mais les divers arguments disant que sa condamnation et peine capitale étaient non constitutionnels ne réussirent pas à convaincre la justice.
Au mois d’avril 2002, le temps était compté pour Coleman. Son dernier effort pour éviter l’injection mortelle échoua lorsque, le 25 avril 2002, la Cour Suprême de l’Ohio rejeta une plainte de ses avocats concernant le plan mis en œuvre par l'état afin qu'un grand nombre de victimes et de survivants puissent assister à l'exécution, le qualifiant de « spectacle sportif ».  Il y avait tellement de victimes et de survivants ayant eu la permission d'assister à l’exécution que les officiels de la prison furent forcés de mettre en place un petit circuit fermé de télévision à l’extérieur de la salle d'exécution.
Comme dernier repas, Coleman commanda un filet mignon avec oignons, des poitrines de poulet frites, une salade avec vinaigrette à la française, une tarte aux patates douces avec crème fouettée, des frites, des feuilles de chou vert, des rondelles d’oignons, un pain de maïs, des brocolis avec fromage fondu et biscuits, ainsi que de la sauce. Il mangea son dernier repas avec un Cherry Coke.
Le 26 avril 2002, en récitant « The Lord is my shepherd » (Le Seigneur est mon berger), Alton Coleman mourut par injection létale dans la prison d’état de Lucasville dans l’Ohio.
Reginald Wilkinson, directeur du département de réhabilitation et de correction de l’Ohio a dit que Coleman n’avait jamais émis le moindre remords pour ses meurtres.